# Weinberghäuschen (Deidesheim)
Das Weinberghäuschen bei der Landstadt Deidesheim (Rheinland-Pfalz) ist ein Trullo aus dem 18. Jahrhundert. Es ist in der Denkmalliste des Landes Rheinland-Pfalz als Einzeldenkmal eingetragen.
Der Rundbau, in dieser Form in Rheinhessen und im pfälzischen Bockenheim an der Weinstraße sehr verbreitet, ist der einzige erhaltene in der Verbandsgemeinde Deidesheim. Er hat einen rundbogigen Eingang im Osten und drei kleine Fenster. Der innen wie außen verputzte Bau trägt eine Kragkuppel, auf seinem Gesims liegen Sandsteinblöcke.
Das Weinberghäuschen steht etwa 750 m nördlich von Deidesheim in der Weinlage Herrgottsacker. Es war 1913 im Besitz des Weinguts Reichsrat von Buhl.